# Социалистическое единство
Социалистическое единство (итал. Unità Socialista) — это избирательный блок, участвовавший в парламентских выборах в Италии 18 апреля 1948 года. В блок вошли Социалистическая партия итальянских трудящихся, возглавляемая Джузеппе Сарагатом, и Союз социалистов, лидером которого был Иван Маттео Ломбардо.
Обе партии образовались ранее путём откола от Социалистической партии Италии, Союз социалистов вышел из неё буквально за несколько месяцев до выборов, 8 февраля 1948 года.
Идеологией блока стали социал-демократия и социал-реформизм, и блок с антикоммунистических позиций противопоставлял себя Народному фронту, в который входили коммунистическая и социалистическая партии, и чьей идеологией являлись коммунизм и социализм.
Блок на выборах занял третье место после Христианско-демократической партии и Народного фронта, получив 7 % голосов и 33 места в Палате депутатов. В Сенат Социалистическое единство в некоторых регионах выдвинуло единые списки с Итальянской республиканской партией, и в результате получило 10 мест.
Позднее, в январе 1949, Союз социалистов вошёл в Социалистическую партию итальянских трудящихся.